# از اینجا تا ابدیت
از اینجا تا ابدیت (به انگلیسی: From Here to Eternity) فیلمی درام به کارگردانی فرد زینمان محصول سال ۱۹۵۳ است. این فیلم بر اساس رمانی به همین نام نوشتهٔ جیمز جونز تهیه شده‌است.

## خلاصهٔ داستان
رابرت ای لی پرویت (مونتگومری کلیفت) به تازگی به گروهان جدیدی منتقل شده‌است. سرگروهان شنیده‌است که او مشت‌زن خوبی است. از او می‌خواهد تا به نمایندگی از گروهان خود در مسابقات مشت‌زنی ارتش شرکت کند. پرویت به‌علت خاطرهٔ تلخی که از آخرین مسابقهٔ خود دارد، حاضر به انجام این کار نمی‌شود. سرگروهان او را مجبور به کارهای پست می‌کند تا نظر او را عوض کند. پرویت در همین گیر و دار عاشق زنی فاحشه می‌شود و اتفاقات دیگری برای او می‌افتد.

## بازیگران
- فرانک سیناترا
- دانا رید
- جک واردن
- دبورا کار
- مونتگومری کلیفت
- ارنست بورگناین
- برت لنکستر
- ویلیس بوشی

## جوایز

### اسکار
- برنده جایزه اسکار بهترین بازیگر نقش مکمل مرد - فرانک سیناترا
- برنده جایزه اسکار بهترین بازیگر نقش مکمل زن - دونا رید
- برنده جایزه اسکار بهترین فیلمبرداری سیاه و سفید - برنت گوفی
- برنده جایزه اسکار بهترین کارگردانی - فرد زینمان
- برنده جایزه اسکار بهترین تدوین فیلم - ویلیام لیون
- برنده جایزه اسکار بهترین فیلم - بادی آدلر
- برنده جایزه اسکار بهترین فیلم نامه اقتباسی - دانیل تاردش
- برنده جایزه اسکار بهترین صدابرداری - جان پی. لیوادری
- نامزد جایزه اسکار بهترین بازیگر نقش اول مرد - مونتگومری کلیفت
- نامزد جایزه اسکار بهترین بازیگر نقش اول مرد - برت لنکستر
- نامزد جایزه اسکار بهترین بازیگر نقش اول زن - دبورا کر
- نامزد جایزه اسکار بهترین طراحی لباس - ژان لوئی